# Ariberto II
Ariberto II (? — 712) foi rei dos lombardos de 701 a 712. Duque de Turim, era filho do rei Regimberto e, portanto, descendente da dinastia da Baviera. Ele foi associado ao trono muito cedo, em 700 mas rapidamente foi afastado por Liuberto que reinou de 700 a 702, com exceção do ano de 701 quando Regimberto retomou o poder. Após a morte do pai, Ariberto tentou tomar o poder derrotando Liuberto e o regente Ansprando em Pavia. Ele capturou o rei Liuberto a quem, mais tarde, estrangulou em uma banheira. Em seguida, tomando à capital, derrotou Ansprando em uma batalha sobre os Alpes, exilou-o e, definitivamente, se instalou no poder em 703.
Dai ele reinou interruptamente ate sua morte. Seu reinado foi agitado. Em 703, Faroaldo II de Espoleto, atacou o exarcado de Ravena, mas Ariberto de recusou a prestar-lhe ajuda pois queria manter boas relações com o papado e com o Império Bizantino. Ele aquiesceu, no entanto, para firmar sua autoridade em Espoleto e Benevento no Mezzogiorno.
Para garantir as boas relações com a Sé romana ele, em 707, restituiu ao papa João VII os Alpes Cócios, isto é, os Alpes Ocidentais entre os montes Cenísio e Viso, na fronteira entre as atuais França e Itália. Tratava-se de um extenso território, que estava sob o domínio de Marco Júlio Cócio, chamado de príncipe Cociano, nos tempos de  Augusto. Esta região era chamada de a quinta província da Itália e dela fazia parte toda a extensão de terras desde a Ligúria aos confins da Gália e mais Tortona, Bobbio, Acqui, Gênova e Savona. O auto desta doação foi escrito em letras de ouro e entregue ao João VII pelos embaixadores do monarca. Este seria, em verdade, o inicio do chamado "Patrimônio de São Pedro". Antes da instalação dos lombardos esta região era administrada pelos pontífices de Roma.
Segundo Paulo Diácono no seu "De Gestis Longobardorum" (Crônica dos Lombardos), o que Ariberto II (cujo pai tinha usurpado o trono dos lombardos), pretendia em verdade, era criar laços estreitos com o bispo de Roma aumentando seu poder temporal. Este direito foi lavrado em um documento com letras de ouro no qual se reconhecia e se restabelecia o território ao Vaticano. Este direito mais tarde foi confirmado por Liuprando sob o reinado de Gregório II, segundo atesta o mesmo autor, Paulo Diácono.
Todavia os laços com o Vaticano pouco serviriam a Ariberto que estava às voltas com muitas revoltas e mais as invasões dos eslovenos no Vêneto.
Em 711, Ansprando, a quem ele tinha exilado, retomou com um grande exército fornecido pelo duque da Baviera. Muitos austrasianos (habitantes da região de Veneza e do leste) se juntaram ao regente na intenção de levá-lo novamente ao trono. A batalha se deu em Pavia. Ariberto fugiu para a capital contra a maré, levando consigo os tesouros reais. Quando tentou atravessar a Gália durante a noite, ele se afogou no rio Ticino e Ansprando foi aclamado soberano. Foi o ultimo a usar a Coroa de Ferro da Baviera.